# 罗塞拉
罗塞拉（Rosera），是印度比哈尔邦Samastipur县的一个城镇。总人口27494（2001年）。

## 人口
该地2001年总人口27494人，其中男性14576人，女性12918人；0—6岁人口4845人，其中男2545人，女2300人；识字率56.73%，其中男性为65.19%，女性为47.17%。